# اچ‌ام‌اس اف۳
اچ‌ام‌اس اف۳ (به انگلیسی: HMS F3) یک زیردریایی بود که طول آن ۱۵۱ فوت (۴۶٫۰ متر) بود. این زیردریایی در سال ۱۹۱۶ ساخته شد.